# Pompoenslingeren

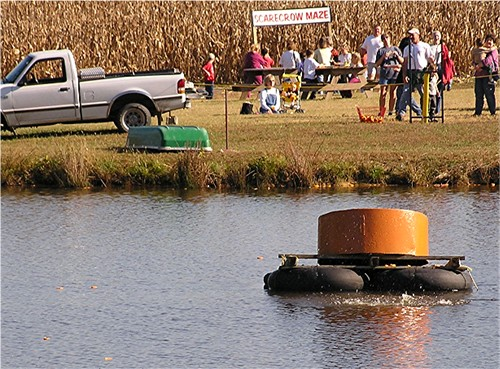
De slingerbaan van Vollmer Farm

Pompoenslingeren (Eng: Pumpkin Chunkin') of pompoenschieten is een sport in het zuiden van de Verenigde Staten waarbij apparaten pompoenen afschieten. Deze trok een aantal jaren veel publiek en winnaars konden optreden in de latenighttalkshows van David Letterman en Jay Leno.

## Definitie
Pompoenslingeren is een competitieve activiteit waarbij een team een toestel bouwt om pompoenen zo ver mogelijk te werpen. In 2007, toen het record al een aantal jaar op 1.351,48 meter stond, bereikten de pompoenen al snelheden van rond de 400 mijl per uur, ongeveer 640 kilometer per uur. De pompoenen moesten daarbij heel blijven tot ze de grond raakten.
De meestgebruikte mechanismen zijn katapulten, werparmen, ballista's of luchtkanonnen. Van 1986 tot 2013 vonden er jaarlijks wedstrijden pompoenslingeren plaats in de Amerikaanse staat Delaware, die door de organisatie wereldkampioenschappen genoemd werden.
Transport van de werptoestellen kan op formaliteiten stuiten, omdat ze als wapens beschouwd kunnen worden.

## Varianten
Nauwkeurigheid of afstand kan de bedoeling zijn.
Bij een slingerbaan met een vijver is nauwkeurigheid nodig. Hierbij moet elk team een verankerde, drijvend gehouden ton raken met een ondermaatse pompoen. De speler is gewoonlijk een jongen onder de tien jaar, de slingeraar meestal zijn vader. Als de kalebas de ton raakt luidt er een klok, bij een misser klinkt er een plons.
Bij het afstandschieten vestigde het luchtkanon Big 10 in 2010 in Moab (Utah) een record van 1690,24 meter.

## Europees pompoenslingeren
In Bikschote, een plaats in West-Vlaanderen, werd de enige jaarlijkse wedstrijd van het Europese vasteland gehouden. De reeks was in 2004 begonnen als een ludieke strijd tussen twee dorpen. De organisatie duidde de reeks aan als Europees kampioenschappen. Hierbij werden pompoenen worden zo ver mogelijk weggeslingerd, maar in 2009 kon er tussendoor ook gemikt worden op een rijdende auto. Sinds 2011 wordt er jaarlijks een Belgisch kampioenschap georganiseerd in Kasterlee, provincie Antwerpen.

### Winnaars
- 2011: Het Team Bisschop uit Bikschote met hun ACME-katapult met 866,2 meter (Europees record).
- 2010: Het Team Bisschop uit Bikschote met 726 meter (Europees record). Team Onager, de vorige recordhouder, had vanwege formaliteiten drie weken nodig gehad om de oceaan over te steken. Dit team kwam tot 647 meter.[2]
- 2009: Het team Ypes uit Ieper met 585 meter (wereldrecord volgens de organisatie; dit is echter onjuist).[4][1]
- 2008: Het team Ypes uit Ieper met hun katapult Excalibur met 544 meter (wereldrecord volgens de organisatie; dit is echter onjuist).[1]
- 2007: Het Team Bisschop uit Bikschote met hun katapult Spiraaltje met 460 meter (Europees record).
- 2006: KLJ-Langemark met hun katapult KaLutJe met 277,10 meter.
- 2005: Het team Ypes uit Ieper met hun katapult Excalibur met 302,23 meter
- 2004: Het team Bisschop uit Bikschote met hun katapult F-16.